# Božena Kopcová
Božena Kopcová (13. září 1920, Luže – 12. ledna 2022, Domamil) byla česká odbojářka a manželka hajného. 

## Biografie
Božena Kopcová se narodila v roce 1920 v Luži u Vysokého Mýta, jejím otcem byl švec a náčelník Sokola, brzy po narození se rodina přestěhovala do Lesonic, kde žila v místní sokolovně. Do Sokola nastoupila v mládí i Božena Kopcová a v letech 1938 a 1948 se zúčastnila všešokolského sletu v Praze. Později žila v Domamili, v roce 1941 se vdala za hajného Josefa Kopce, který žil v hájence nedaleko Myslibořic a pracoval v Lesním závodě Jemnice. Do Myslibořic byl nuceně odsunut z okolí Liberce. Působil také v Obraně národa, kdy v roce 1944 se Josef Kopec s manželkou zapojili do operace Spelter, kdy rodina Kopcových ukryla parašutisty, kteří seskočili v rámci operace Spelter nedaleko Mohelna. O seskoku se dozvěděli členové skupiny Ivan a ti posléze domluvili jejich úkryt v hájence Kopcových, ukrývali také zbraně a výbušniny, které byly postupně shazovány z letadel nedaleko Římova, Čáslavic a Šašovic. Skupina Ivan se postupně přejmenovala na Lenka-jih, členem skupiny byla i Božena Kopcová.
Po konci druhé světové války pracovala v hájence, kde žila s manželem a dětmi. V sedmdesátých letech získala osvědčení pomocníka partyzána. manžel zemřel v roce 1998 a Božena Kopcová zemřela ve 101 letech v roce 2022.

## Ocenění
V roce 2018 obdržela od ministra obrany Martina Stropnického za odbojovou činnost ocenění Zlatá lípa.